# Wilhelm Jordan (Bürgermeister)
Wilhelm Jordan († 1462) war ein deutscher Kaufmann und Bürgermeister von Danzig 1454–1461.

## Leben
Sein Vater Peter Jordan war ein reicher Fernhandelskaufmann und Reeder aus Danzig mit reichem Schiffsbesitz. Seine Mutter Margarete von der Beke war eine Großnichte des Bürgermeisters Gert von der Beke, sein Bruder Jacob wurde später Domherr im Samland.
Wilhelm Jordan wurde 1430 ein Wappen von Kaiser Friedrich III. verliehen. 1431 wurde er Schöffe, 1433 Ratsherr in Danzig.
1453 war Jordan einer der Gesandten des Preußischen Bundes beim polnischen König und beim Kaiser. 1454 befehligte er die Danziger Truppen bei der Schlacht um die Marienburg gegen den Deutschen Orden. Im Februar erhielt er vom letzten Danziger Ordenskomtur die Schlüssel für deren Schloss. Im März handelte er bei König Kasimir von Polen eine weitgehende Autonomie für Danzig innerhalb der neuen Zugehörigkeit zu Polen aus.
1456 wurde Wilhelm Jordan als Bürgermeister während des Bürgeraufruhrs unter Martin Kogge abgesetzt. Danach kam er wieder in das Amt. 1460 wurde er mit zwei Ratmannen vom Deutschen Orden gefangen genommen und erst gegen ein hohes Lösegeld freigelassen. In jenem Jahr verhandelte er noch einmal mit dem polnischen König.
1463 wurde ein Nachlassverwalter für seine Kinder erwähnt. Wilhelm von Jordan muss zu dieser Zeit verstorben sein.